# Johannes von Compsa
Johannes von Compsa, auch Johannes von Conza, lateinisch Ioannes Compsinus (* vermutlich in Conza della Campania; † 617 in Neapel) war ein spätantiker Rebell in Süditalien.
Im Jahr 615 wurde der oströmische Exarch in Italien, Johannes von Ravenna, von Aufständischen gestürzt und umgebracht. Der noch von Kaiser Phokas eingesetzte Dux von Neapel, Johannes von Compsa, schloss sich der Rebellion an. Kaiser Herakleios, dessen militärische Kräfte fast vollständig durch den Perserkrieg gebunden waren, installierte Eleutherius 616 als neuen Exarchen mit dem Auftrag, den Aufstand in Italien niederzuschlagen. Johannes erklärte den Dukat Neapel daraufhin für unabhängig vom Kaiser. Eleutherius nahm die Stadt nach mehrwöchiger Belagerung 617 ein und ließ Johannes als Usurpator enthaupten.